# 西尾寿男
西尾 寿男（にしお としお、1900年（明治33年）1月8日 - 1990年（平成2年）10月29日）は、日本の鉄道省・運輸省官僚。日本交通公社（現・JTB）初代社長。鉄道弘済会や日本ホテル協会理事長を歴任した。

## 来歴・人物
滋賀県彦根市出身。麹町小学校、第一高等学校等を経て、東京帝国大学卒業。高等文官試験行政科に合格し鉄道省（後に運輸省）に入省。仙台鉄道局長、運輸局旅客課長などを歴任した。戦後は財団法人鉄道弘済会理事長を務めるが、在任中の1954年、贈収賄により東京地検特捜部によって元参院議員高田寛と共に逮捕された（いわゆる陸運疑獄に発展）。これを機に運輸省を退官し、1955年に日本交通公社（現・JTB）の株式会社となってから初の代表取締役社長に就任し、後に会長を歴任した。

## 著書
- 『50年史:1912-1962』財団法人日本交通交社 1962.9